# Nowe Kozuby
Nowe Kozuby – wieś w Polsce położona w województwie łódzkim, w powiecie łaskim, w gminie Sędziejowice.
Przez wieś przebiega magistrala węglowa Gdynia – Śląsk. W miejscowości znajduje się stacja kolejowa Kozuby.
Przez miejscowość przebiega droga wojewódzka nr 481.
W latach 1975–1998 miejscowość administracyjnie należała do województwa sieradzkiego.
Sołectwo składa się 3 osiedli: stacja PKP (przy linii Śląsk–porty, z kilkoma zabudowaniami i sklepem), Stare Kozuby i Nowe Kozuby. W Nowych Kozubach jest czynny stary młyn wodny nad Grabią, z zabytkową turbiną.